# Limnebius setifer
Limnebius setifer är en skalbaggsart som beskrevs av Khnzorian 1962. Limnebius setifer ingår i släktet Limnebius och familjen vattenbrynsbaggar. Inga underarter finns listade i Catalogue of Life.